# Actinidia obovata
Actinidia obovata är en tvåhjärtbladig växtart som beskrevs av Woon Young Chun och Chou Fen g Liang. Actinidia obovata ingår i släktet aktinidiasläktet, och familjen Actinidiaceae. Inga underarter finns listade i Catalogue of Life.